# Aspö församling, Lunds stift
Aspö församling är en församling i Karlskrona-Aspö pastorat i Blekinge kontrakt i Lunds stift. Församlingen ligger i Karlskrona kommun i Blekinge län.

## Administrativ historik
Församlingen bildades den 1 maj 1888 genom en utbrytning ur Nättraby församling till vars pastorat församlingen sedan hörde fram till 1961. Sedan 1962 ingår församlingen i Karlskrona stadsförsamlings pastorat, från 2014 benämnt Karlskrona-Aspö pastorat.

## Kyrkor
- Aspö kyrka